# Kennedy's children
Kennedy’s children is een hoorspel naar het gelijknamige toneelstuk (1973) van Robert Patrick. Coos Mulder vertaalde het en de KRO zond het uit op dinsdag 21 oktober 1975. De regisseur was Léon Povel. Het hoorspel duurde 103 minuten.

## Rolbezetting
- Arthur Boni
- Christine Ewert
- Mart Gevers
- Lou Landré
- Lies de Wind

## Inhoud
Op een regenachtige middag zitten drie vrouwen en twee mannen in een stille bar in een New Yorkse wijk. Zij hebben geen enkel contact met elkaar en zoeken dat ook niet. Het enige wat zij gemeen hebben is dat zij tijdens de regering van John F. Kennedy hun leven begonnen op te bouwen naar het voorbeeld van hun helden en idolen. Maar Kennedy werd in 1963 vermoord. Veel van wat hem voor ogen stond, heeft hij niet meer kunnen verwezenlijken. Wat is er terechtgekomen van zijn veelbelovende geestelijke erfenis? Rona heeft aan alle protestbetogingen tegen misstanden meegedaan, maar is daarop stukgelopen. Carla wilde de opvolgster worden van Marilyn Monroe, maar kwam bedrogen uit. Mark meende voor de goede Amerikaanse zaak in Vietnam te vechten, maar verloor zichzelf. Sparger, de idealistische jonge acteur, ging – zoekend naar nieuwe wegen – ten onder aan het experimenteel toneel. Wanda, die zich alles nog herinnert van de moord op Kennedy, heeft haar baan bij een modeblad verwisseld voor het onderwijs aan achterlijke kinderen…